# Полупроводнички ласери
Полупроводнички ласер је уређај за осцилацију или појачање оптичког таласа базиран на стимулисаној емисији фотона при прелазима електрона у полупроводнику под условима инверзне насељености.

## Историјат
Идеја о полупроводничким ласерима предложена је 1957. године од стране руског научника Н. Басова. Ускоро, крајем 1962. године, пратећи теоретске анализе и предлог Басова и Думкеа у року од тридесет дана радници у четири лабораторије у САД независно демонстрирају своје верзије полупроводничких ласера.

- Др Роберт Н. Хол - Истраживачки развојни центар Џенерал Електрик (Њујорк)

- Др Ник Холоњак, млађи. - Индустријски центар Џенерал Електрик, (Сиракуза - Њујорк)

- Др Маршал Нејтан - IBM Истраживачка лабораторија, (Јорктаун Хајтс - Њујорк)

- Др Роберт Редикер - МИТ Линколн Лабораторија, (Лексингтон - Масачусетс)

Први реализовани полупроводнички ласери су радили на ниским температурама у импулсном режиму, да би се годину дана касније произвели за рад у континуалном режиму. Пут даљем развоју и ефикаснијој емисији отворила су 1963. године, тројица научника Х. Кремер, Ж. Алферов и Р. Казаринов предлогом о ласерским диодама са хетеростуктуром. Тим руског научника Алферова, 1968 је извео први импулсни ласер са дуплом хетероструктуром, да би већ 1970, демонстрирао рад првог континуалног полупроводничког ласера на собној температури. Ласерске диоде су још увек биле далеко од практичне примене. Био је потребан велики број открића да би довели полупроводничке ласере на данашњи технолошки ниво.

Хронологија важнијих открића:
- 1970. Л. Есаки и Р. Тсу: Прва quantum well структура

- 1978. Д. Р. Скифрес: Рад ласерске диоде GaAlAs/GaAs на собној температури, базиране на quantum well структури.

- 1979. Х. Сода: Површинско емитујућа (surface-emitting) ласерска диода (Vertical Cavity Surface Emitting Lasers)

- 1981. Ф. Којама: Ласерске диоде са дистрибуираним Браговим рефлектором (ДБФ), GaInAsP/InP, емитована таласна дужина 1.58 μm.

- 1985. К. Ига: VCSEL (GaAlAs/GaAs) ласер диода, рад у импулсном режиму на собној температури.

- 1991. М. Хасе: први краткотрајни рад плаво-зелене емитујуће ласерске диоде на принципу II-VI полупроводника
- 1996. С. Накамура: први ефикасан плаво емитујући ласер при раду на собној температури базиран на полупроводницима III-V грпе,

Данас, полупроводнички ласери представљају практично једну од најбитнијих оптоелектронских направа: оптичке фибер комуникације и оптичко скадиштење података, а исто тако су широко распрострањени у низу апликација у многим областима. Овај успех је очекиван, с’обзиром на чињеницу да се пумпање полупроводничких ласера врши на тај начин што се пропушта струја кроз њих на одговарајућем напонском нивоу.

## Принцип рада описан на примеру ласерске диоде са дуплим хетероспојем
ласер
Активна средина је GaAs налази се у сендвичу између две средине  П и Н типа.
Најбитнија особина ове структуре је то што се активна средина понаша као потенцијална (квантна) јама за електорне, са висином баријере ΔEc и за шупљине са висином ΔEv. Енергетски раскорак одређује фактор x при допирању Al у .
Систем побуђујемо тако што на изведене контакте прикључујемо напон (пропуштамо струју), овакав начин побуде представља главну предност ових направа у поређењу са конкурентним технологијама. Процес појаве стимулисаног зрачења се врши путем инјекције електрона (са Н стране) односно шупљина (са П стране) у потенцијалну јаму, што изазива инверзију насељености чиме су услови испуњени. Активни регион се сада понаша као појачавач зрачења услед постојања стимулисане емисије. Да би се постигло максимално појачање, емитовану светлост је потребно ограничити на што ужи део активне средине, јер зрачење које се креће ван не утиче на појачање.
Ово ограничење је постигнуто само по себи услед постојања таласоводног ефекта (waveguide effect), који произилази из чињенице да на границама активне средине имамо дисконтинуитет енергија проводних и валентних зона што узрокује повећање индекса рефлексије. Имамо да се  понаша као диелектрични таласовод са енергијом зрачења концентрисаном у активном региону GaAs.
Улогу резонатора који је потребан да би се остварило осциловање, у овом случају имају полиране стране полупроводничког кристала, нормалне на раван споја.
С обзиром да се инјекција носилаца наелектрисања код хетероспојних ласера врши у доста ужи регион него код једноспојних ласера загревање материјала је доста мање, а самим тим и потребна струја. Лоша страна је смањење укупне снаге ласера. Тај проблем се донекле решава тиме што се прави ласер са више оваквих структура (Multiple Quantum Well) у једној.

## Типови полупроводничких ласера
Постоје два типа полупроводничких ласерских направа, (edge emitting) ивично емитујући и (surface emitting) површинско емитујући ласери.
Ивично емитујући ласери имају ласерски сноп паралелан површини региона ПН споја. Типично огледала су направљена користећи се површинама на крајевима кристала од кога су направљени, користећи се расподељеном повратном спрегом унутар самог кристала или расподељеним Браговим рефлектујућим структурама на крајевима. Површински емитујући ласери имају ласерски сноп који се емитује у правцу нормалном на спојни регион тако што се користе вишеслојна Брагова рефлектујућа огледала која су уграђена унутар структуре.

## Материјали
Полупроводнички ласери су базирани на једном од четири типа материјала, у зависности од таласне дужине региона од интереса.
Три типа материјала представљају једињења елемената III-V групе периодичне табеле елемената. У кристалу који оформљавају, елементи  групе имају примају једнан електрон док елементи  групе имају вишак. Трећа колона садржи Al, In, Ga и Tl, док пета садржи N, P, As и Sb. Ласери који припадају овој категорији су базирани на принципу рада ласера на GaAs, за широк опсег ласера у блиском инфра-црвеном спектру па све до видљивог спектра користећи GaAs/AlGaAs вишеслојне материјале, код којих је процеп 1.43 eV. Индијум фосфид, InP са процепом од 1.35eV користи се за постизање таласних дужина од 1.5 μm, у структури са InP/InGaAsP. GaN има енергетски процеп од 3.49 eV што омогућава развој плавих у ултраљубичастих ласера.
Листа неколико једнињења (са енергијама процепа) дата је у табели 
| Материјал            | Формула једињења | Енергетски процеп | Таласне дужине |
| -------------------- | ---------------- | ----------------- | -------------- |
| једињења             |                  | на 300К           | λ()            |
| Алуминијум-Арсенид   |                  | 2.16              | 2678.1         |
| Алуминијум-Фосфид    |                  | 2.45              | 3037.6         |
| Алуминијум-Антимонид |                  | 1.58              | 1959.0         |
| Бор-Нитрид           |                  | 7.5               | 9298.9         |
| Бор-Фосфид           |                  | 2                 | 2479.7         |
| Галијум-Арсенид      |                  | 1.42              | 1760.6         |
| Галијум-Нитрид       |                  | 3.36              | 4165.9         |
| Галијум-Фосфид       |                  | 2.26              | 2802.1         |
| Галијум-Антимонид    |                  | 0.72              | 892.7          |
| Индијум-Арсенид      |                  | 0.36              | 446.3          |
| Индијум-Фосфид       |                  | 1.35              | 1673.8         |
| Индијум-Антимонид    |                  | 0.17              | 210.8          |
| II-VI једињења       |                  |                   |                |
| Кадмијум-Сулфид      |                  | 2.42              | 3000.4         |
| Кадмијум-Селенид     |                  | 1.7               | 2107.7         |
| Кадмијум-Телурид     |                  | 1.56              | 1934.2         |
| Цинк-Сулфид          |                  | 3.69              | 4562.6         |
| Цинк-Селенид         |                  | 2.71              | 3360.0         |
| Цинк-Телурид         |                  | 2.39              | 2963.2         |

Остали ласери су (преостала група) базирана на удруживању елемената IIB-VIA групе. Атоми друге групе су Zn и Cd и примају два електрона, док атоми шесте групе S и Se дају два електрона при удруживању у кристалну решетку. ZnSe има процеп од 2.71eV и чини базу за прављење плаво-зелених полупроводничких ласера.

## Примена
Полупроводнички ласери се данас користе у великом броју апликација.
Наводимо само неке од битнијих примера.
Ласери мале снаге (црвени ласери), са висококвалитетним снопом користе се приликом оптичког складиштења и ишчитавања података. (Compact disc) ЦД плејери користе AlGaAs тип ласера са снопом таласне дужине 780nm, у могућности су да постигну складиштење 650MB података на површину једног диска. Нешто модернија технологија DVD уређаји користе ласере типа AlGaInP са зрачењем на таланој дужини од 640nm, и тиме постижу нешто већу резолуцију и могућност складиштења веће количине информација. Црвени ласери се још користе као нивелари, маркери или индикатори, а исто тако се користе као пумпа за Yb:Yag ласере.
Имају још неке примене у пластичним оптичким фибер (POF) комуникацијама.
Ова врста комуникација се примењује за локалне (кућне или канцеларијске) мреже због кратког домета, када је потребно да се постигне већи домет за оптичку комуникацију на већим дистанцама користе се ласери на бази InP, због минималних губитака у кварцним оптичким фиберима јер са таласном дужином 1.55 μm раде у такозваном трећем оптичком прозору. Трећи тип ласера који се користе су ласери на бази ZnSe. Цинк-Селенид ласери су први ласери који су постигли зрачење у плавом и зеленом делу спектра, тј. спектар таласних дужина које они покривају се крећу од 460nm до 520nm.
Хронолошки гледано, последња развијена класа полупроводничких ласера базираних на GaN галијум-нитиду постигао је зрачење таласних дужина у плавом и ултраљубичастом делу спектра, чиме је посигнута могућност високо фреквентне модулације. Плави ласери исто тако воде ка складиштењу пет пута веће количине информација него DVD уређаји Блу-реј диск (20GB). Ласер на таласној дужини од 405nm. Док су ласери са таласним дужинама од 525nm одговарајући за примену у POF комуникацијама.
- складиштење података
- оптичке фибер комуникације
- ласерски индикатори (laser pointers)
- мерачи раздаљина
- употреба у ласерским штампачима, скенерима и бар-код читачима.
- као пумпа чврстотелним ласерима
- неке врсте хирургије и дерматологије